# 奧爾日河
奧爾日河（法語：Orge，法語發音：[ɔʁʒ] ⓘ）是法國的河流，屬於塞納河的左支流，河道全長53公里，流域面積952平方公里，發源自圣马丹-德布雷唐库尔，流經杜尔当、圣谢龙、布勒耶、阿尔帕容和奥尔日河畔萨维尼，河口處在阿蒂斯蒙斯，平均流量每秒4立方米。

## 外部連結
- The Orge at the Sandre database （页面存档备份，存于）